# Cyklomorfoza

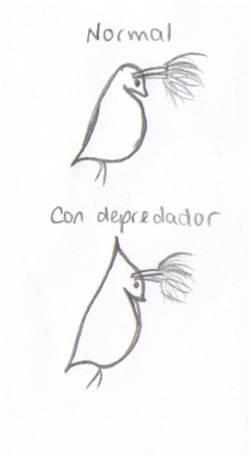
Cyklomorfoza u Daphnia

Cyklomorfoza (gr. kýklos koło, morphē kształt), polimorfizm sezonowy – sezonowa zmienność wielkości i kształtu ciała drobnych organizmów (bezkręgowców oraz glonów planktonowych) w kolejnych pokoleniach w ciągu roku. Powszechna u planktonowych skorupiaków, zwłaszcza wioślarek.
U Daphnia cucullata zimowe formy mają głowę okrągłą, latem pojawiają się osobniki o coraz bardziej wydłużonych głowach ("hełmach") dochodzących do 60% długości ciała, jesienią zaś znowu wracają formy o coraz krótszej głowie. U Daphnia pulex pojawiają się wyrostki karapaksu. Podobne struktury wytwarzane są przez inne organizmy. Wrotki i niektóre glony sezonowo wytwarzają kolce.
Przyczyny tego zjawiska są nie do końca ustalone. Dawniej uważano, że ma to związek z przystosowaniem się organizmu do zmian lepkości wody spowodowanych zmianą temperatury. Obecnie postuluje się, że jest to mechanizm obronny mający utrudnić pochwycenie przez drapieżniki.
Nazwę zjawiska wprowadził w 1904 roku Robert Lauterborn.